# Les Peintures

Les Peintures este o comună în departamentul Gironde din sud-vestul Franței. În 2009 avea o populație de 1.545 de locuitori.

## Evoluția populației
| An        | 1975  | 1982  | 1990  | 1999  | 2006  | 2009  |
| --------- | ----- | ----- | ----- | ----- | ----- | ----- |
| Populație | 1.021 | 1.080 | 1.118 | 1.197 | 1.440 | 1.545 |